# Gara Făurei
Gara Făurei este o stație de cale ferată din orașul Făurei, România.
Format:Lista stațiilor de pe Magistrala CFR 600
Format:Lista stațiilor de pe Magistrala CFR 702